# Uganda en los Juegos Paralímpicos de Geilo 1980
Uganda estuvo representada en los Juegos Paralímpicos de Geilo 1980 por un deportista masculino. El equipo paralímpico ugandés no obtuvo ninguna medalla en estos Juegos.